# 閔元植暗殺事件
閔元植暗殺事件是1921年（大正10年）2月16日發生在日本東京府東京市麴町區（現東京都千代田區）的暗殺事件。

## 事件發端
朝鮮時報社社長閔元植因曾任朝鮮總督府中樞院副参議之務，符合衆議院議員選舉法中關於朝鮮人的部分故獲得參政權。
但他因此被朝鮮獨立運動家視為親日派，成為暗殺目標。

## 事件概要
1921年2月中旬，閔元植因進行朝鮮人獲得參政権運動活動在東京車站大飯店留宿。
當時在日本大學就讀的獨立運動家梁槿煥表示有意與閔元植會面。2月15日8時30分、梁槿煥拜訪閔元植，在相談30分鐘後，梁槿煥突然拔出短刀剌向閔元植後逃逸。閔元植送到醫院後因出血過多而死。
警視廳後來確認犯人是粱槿煥，在全國各地通緝他，而粱則逃往長崎港準備乘船往上海，翌日正午警視廳長崎縣警察部在2月17日下午3時逮捕他。
梁槿煥後被判無期懲役，他在韓國獨立後回國，後被朝鮮人民軍處決。